# Saint-Louis (region)

Region Saint-Louis

Saint-Louis – region na północy Senegalu, przy granicy z Mauretanią. Stolicą regionu jest Saint-Louis.
Region słynie z żeliwnego mostu, zbudowanego przez kolonizatorów francuskich w XIX wieku, biegnącego w pobliżu Parku Narodowego Oiseaux du Djoudj.

## Środowisko przyrodnicze
Położony w północnym Senegalu region Saint-Louis znajduje się na granicy Sahelu i Sudanu, przez co teren jest tu stosunkowo suchy. Niemniej występują tu też obszary podmokłe, będące terenami lęgowymi ptaków. Dla ich ochrony w regionie stworzono kilka parków narodowych i rezerwatów przyrody.